# پی‌اس النور (۱۸۸۱)
پی‌اس النور (۱۸۸۱) (به انگلیسی: PS Eleanor (1881)) یک کشتی است که طول آن ۲۵۴٫۲ فوت (۷۷٫۵ متر) می‌باشد. این کشتی در سال ۱۸۸۱ ساخته شد.